# Nesaecrepida
Nesaecrepida är ett släkte av skalbaggar. Nesaecrepida ingår i familjen bladbaggar.
Kladogram enligt Catalogue of Life:
| Nesaecrepida | \| \| Nesaecrepida asphaltina \| \| \| \| \| \| Nesaecrepida infuscata \| \| \| \| |
|              | \| \| Nesaecrepida asphaltina \| \| \| \| \| \| Nesaecrepida infuscata \| \| \| \| |
|              | Nesaecrepida asphaltina                                                            |
|              |                                                                                    |
|              | Nesaecrepida infuscata                                                             |
|              |                                                                                    |